# Saison 12 d'Inspecteur Barnaby
Chronologie
Saison 11 Saison 13
Cet article présente la douzième saison de la série télévisée Inspecteur Barnaby.

## Distribution
Acteurs principaux
- John Nettles : Inspecteur Tom Barnaby
- Jason Hughes : Sergent Ben Jones

Acteurs récurrents
- Jane Wymark : Joyce Barnaby
- Barry Jackson (en) : Docteur George Bullard
- Kirsty Dillon : Sergent Gail Stephens

## Liste des épisodes
1. Meurtre sur le green
2. Toiles assassines
3. La guerre des espions
4. La mort au bout du chemin
5. Crimes en grandeur nature
6. Le monte en l'air
7. La somnambule

### Épisode 1:Meurtre sur le green
- Grande-Bretagne : 22 juillet 2009
- France : 27 septembre 2009

- Holly Gilbert (Becky Tunstall)
- Jamie Belman (Darren Fountain)
- Luke Neal (Colin Fountain)
- Maggie Ollerenshaw (Eileen Fountain)
- Nicholas Day (Martin Crisp)
- John Standing (Will Tunstall)
- Rupert Vansittart (Alistair Kingslake)
- Nicholas Le Prevost (en) (Jerry Drinkwater)
- Graham Seed (Miles Tully)
- Hugh Ross (Ed Monkberry)
- Peter Hugo-Daly (Archie Kemp)
- Geoffrey Hutchings (Harry Claypole)
- Robert Perkins (Clyde Patchett)
- Alison Skilbeck (Sarah Kingslake)
- Nick Fletcher (CS John Cotton)
- Michael Keating (Derek Painter)
- Lin Blakley (Janet Painter)
- Sam Torrance (lui-même)

- L'acteur Rupert Vansittart, qui interprète ici le personnage d'Alistair Kingslake, était précédemment apparu dans l'épisode 1 de la saison 5, Un village très coté, dans lequel il incarnait le personnage de Selwyn Proctor, puis dans l'épisode 4 de la saison 10, Le Blues de l'assassin, dans lequel il incarnait le personnage de Desmond Harcourt.

Lieux de tournage
- Chalgrove (Oxfordshire)
- Chiddingfold (Surrey)
- Gerrards Cross (Buckinghamshire)

### Épisode 2:Toiles assassines
- Grande-Bretagne : 5 août 2009
- France : 13 septembre 2009

- Ann Firbank (Felicity Law)
- Paul Anderson (Graham Spate)
- Christopher Fulford (Alan Best)
- Sarah Badel (Patricia Blackshaw)
- Paul Ridley (Neville Blackshaw)
- Gavan O'Herlihy (George Arlington)
- Charlotte Asprey (Christine Miller)
- Paula Jennings (Yvonne Best)
- Victoria Shalet (Melony)
- David Bamber (Anthony Prideaux)
- Susannah Harker (Matilda Simms)
- Iain Mitchell (Auctioneer)
- Victoria Lennox (Librarian)
- Tim Stanmore (Security guard)
- Neville Phillips (Admirer)

Barnaby accompagne sa femme Joyce à une vente aux enchères, car elle souhaite acquérir un tableau de Hodgson, un peintre paysager, pour l'association dont elle est trésorière. Felicity, la propriétaire, prétend avoir retrouvé l'œuvre dans son grenier. Finalement, c'est un riche collectionneur qui emporte le tableau du maître. Et, dans la nuit qui suit la vente, Felicity Law est assassinée. Barnaby, s'intéressant de plus près au tableau, découvre qu'il s'agit d'un faux. Simultanément, le plus grand amateur de Hodgson, un certain Best, est cambriolé et un mystérieux calepin noir disparaît..
Lieux de tournage
- Eton (Berkshire)
- Chesham (Buckinghamshire)
- Marlow (Buckinghamshire)
- Whelpley (Buckinghamshire)
- Rotherwick (Hampshire)
- Ewelme (Oxfordshire)

### Épisode 3:La guerre des espions
- Grande-Bretagne : 29 juillet 2009
- France : 20 septembre 2009

- Clive Russell (Seth Comfort)
- Neil Stuke (Glen Jarvis)
- Jack Walker (Harry Fowler)
- Benjamin Whitrow (Malcolm Frazer)
- Peter Davison (Nicky Frazer)
- Alice Krige (Jenny Frazer)
- John Bowe (Jimmy Wells)
- Anna Massey (Brenda Packard)
- Claudia Elmhirst (Amanda Watson)
- Clive Wood (Geoffrey Larkin)
- Stephanie Jacob (Alice)
- Timothy Carlton (Chief Constable)
- Tim Treloar (PC Reg)
- Tom Rooke (Young Nicky Frazer)
- Rosalind Drury (Young Jenny)
- Jozef Lindsay (Young boy)

- L'actrice Anna Massey, qui interprète ici le personnage de Brenda Packard, était précédemment apparue dans l'épisode 1 de la saison 1, Écrit dans le sang, dans lequel elle incarnait le personnage de Honoria Lyddiard.

Lieux de tournage
- Beaconsfield (Buckinghamshire)
- Chalfont St. Peter (Buckinghamshire)
- Hedgerley (Buckinghamshire)
- Dorney Court (Berkshire)
- Wormsley Estate (Buckinghamshire)

### Épisode 4:La mort au bout du chemin
- Grande-Bretagne : 23 septembre 2009
- France : 4 octobre 2009

- David Haig (George Jeffers)
- Nigel Whitmey (en) (Clinton Finn)
- Lucy Brown (Helen Markham)
- Jonathan Cecil (Melvile Dodgson)
- Simon Chandler (Jonathan Canning)
- Hermione Gulliford (Ursula Carroll)
- Philip Jackson (Daniel Scrape)
- Jim Norton (Edward Canning)
- Joanna Roth (Melanie Jeffers)
- Shaughan Seymour (Norman Wayland-Smith)
- Josephine Taylor (Emily Harte)
- James Musgrave (Tom Jeffers)

Lieux de tournage
- Wellington College (Berkshire)
- Forty Green (Buckinghamshire)
- Hambleden (Buckinghamshire)
- Hyde Heath (Buckinghamshire)
- Stoke Poges (Buckinghamshire)
- Brightwell Baldwin (Oxfordshire)

### Épisode 5:Crimes en grandeur nature
- Grande-Bretagne : 28 octobre 2009
- France : 11 octobre 2009

- Jesse Birdsall (Mike Johnson)
- Olivia Colman (Bernice)
- David Ryall (Bob Moss)
- Margaret Tyzack (Harriet Compton)
- Caroline Blakiston (Hilary Compton)
- Paul Bentall (Edward Palfrey)
- Matilda Sturridge (Christa Palfrey)
- Sanchia McCormack (Jackie Tanner)
- Emma Stansfield (Rebecca Rix)
- Abigail Thaw (Annabel Johnson)
- Michelle Butterley (Kate Dove)
- Ian Targett (Steve Dove)
- Jamie Treacher (Richard Tanner)

Lieux de tournage
- Beaconsfield (Buckinghamshire)
- Little Missenden (Buckinghamshire)
- Dorchester (Oxfordshire)
- Ewelme (Oxfordshire)
- Wallingford (Oxfordshire)

### Épisode 6:Le monte-en-l'air
- Grande-Bretagne : 27 janvier 2010
- France : 18 octobre 2009

- Paul Shelley (Richard Lovell)
- Jane Booker (Janet Lovell)
- Rik Mayall (David Roper)
- Jenny Agutter (Isobel Chettham)
- Oliver Kieran-Jones (Freddy Chettham)
- Barbara Jefford (Elizabeth Chettham)
- Julian Wadham (William Chettham, Bt)
- Oliver Le Sueur (Rupert)
- Amanda Ryan (Martha Filby)
- Nathalie Cox (Tallis Filby)
- Angela Down (Dr Sylvia Goring)
- Nickolas Grace (Hugo Greening)
- Monica Gibb (Mrs Painter)

- Felicia Tilman (Harriet Sansom Harris) n'est plus créditée à partir de cet épisode.

Lieux de tournage
- Leatherhead (Surrey)
- Swyncombe (Oxfordshire)

### Épisode 7:La somnambule
- Grande-Bretagne : 14 avril 2010
- France : 25 octobre 2009

- Paul Kaye (Laurence Mann)
- Nancy Carroll (Connie Bishop)
- Bertie Carvel (Justin Hooper)
- Paola Dionisotti (en) (Mrs Stroud)
- Monica Dolan (Imogen Stroud)
- Suzanne Burden (Zukie Richardson)
- Paul Chapman (Howard Richardson)
- Claire Oberman (Jane Menzies)
- John Ramm (Vince, the publican)
- Tim Wylton (Jim Hanley)
- John Atterbury (Ted Fuller)
- Deddie Davies (Jena Fuller)
- Deborah Moore (Mel)
- Maroussia Frank (Jenny, the housekeeper)
- Nick Thomas-Webster (CID officer)
- Clive Dancey (Sonnyboy, the man on the Internet)
- inconnu (Jacqueline, the classroom assistant)

Lieux de tournage
- Beaconsfield (Buckinghamshire)
- Frieth (Buckinghamshire)
- Littlewick Green (Berkshire)
- Warborough (Oxfordshire)